# Montcel (Savoie)
Pour les articles homonymes, voir Montcel.
Montcel (ou Le Montcel) est une commune française située dans le département de la Savoie, en région Auvergne-Rhône-Alpes.

## Géographie

### Situation

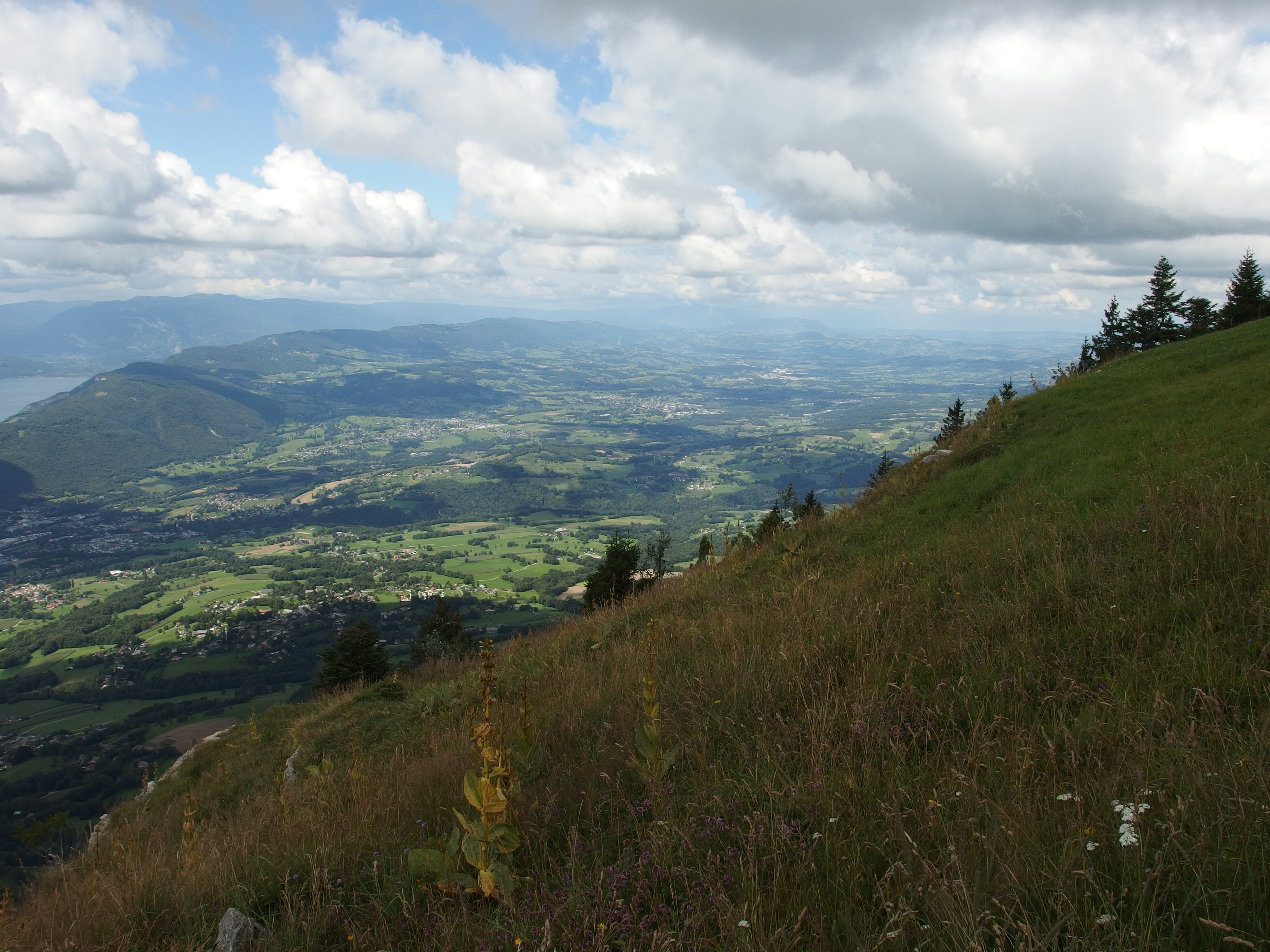
Montcel vue du belvédère du Revard.

La commune de Montcel est une commune savoyarde située en limite de la région naturelle de l'Albanais, aux portes d'Aix-les-Bains et de son agglomération.
Elle est l'une des plus grandes communes, en termes de superficie, de la communauté d'agglomération Grand Lac, s'étendant de 376  à   1 563 mètres d'altitude. L'ensemble de la partie est du village, qui s'étend sur le mont Revard, est essentiellement composé de la forêt communale et d'alpages.
Le centre du bourg se situe à 600 mètres d'altitude. Il se situe à environ dix kilomètres d'Aix-les-Bains, et constitue un village d'entrée à l'est du parc naturel régional du massif des Bauges, au pied du mont Revard, dont elle est adhérente depuis 1995.
Le territoire de la commune est limité sur sa partie est et nord est par le torrent du Sierroz. Ce dernier prend d'ailleurs sa source au niveau des châlets de Crolles. Sur sa partie ouest, le torrent du Mounan ou La Meunaz ou encore dit la Meune sert notamment de limite avec la commune de Trévignin.

### Transport
La commune est accessible par la RD 913 depuis la ville d'Aix-les-Bains, et la RD 211, depuis l'embranchement au niveau d'Épersy.

### Climat
Pour des articles plus généraux, voir Climat d'Auvergne-Rhône-Alpes et Climat de la Savoie.
En 2010, le climat de la commune est de type climat de montagne, selon une étude du Centre national de la recherche scientifique s'appuyant sur une série de données couvrant la période 1971-2000. En 2020, Météo-France publie une typologie des climats de la France métropolitaine dans laquelle la commune est exposée à un climat de montagne ou de marges de montagne et est dans la région climatique Alpes du nord, caractérisée par une pluviométrie annuelle de 1 200 à 1 500 mm, irrégulièrement répartie en été.
Pour la période 1971-2000, la température annuelle moyenne est de 10,1 °C, avec une amplitude thermique annuelle de 17,8 °C. Le cumul annuel moyen de précipitations est de 1 212 mm, avec 9,6 jours de précipitations en janvier et 8,5 jours en juillet. Pour la période 1991-2020, la température moyenne annuelle observée sur la station météorologique de Météo-France la plus proche, « Trévignin », sur la commune de Trévignin à 3 km à vol d'oiseau, est de 9,8 °C et le cumul annuel moyen de précipitations est de 1 517,3 mm,. Pour l'avenir, les paramètres climatiques de la commune estimés pour 2050 selon différents scénarios d'émission de gaz à effet de serre sont consultables sur un site dédié publié par Météo-France en novembre 2022.

## Urbanisme

### Typologie
Au 1er janvier 2024, Montcel est catégorisée commune rurale à habitat dispersé, selon la nouvelle grille communale de densité à sept niveaux définie par l'Insee en 2022.
Elle est située hors unité urbaine. Par ailleurs la commune fait partie de l'aire d'attraction de Chambéry, dont elle est une commune de la couronne,. Cette aire, qui regroupe 115 communes, est catégorisée dans les aires de 200 000 à moins de 700 000 habitants,.

### Occupation des sols
L'occupation des sols de la commune, telle qu'elle ressort de la base de données européenne d’occupation biophysique des sols Corine Land Cover (CLC), est marquée par l'importance des forêts et milieux semi-naturels (60 % en 2018), une proportion identique à celle de 1990 (60 %). La répartition détaillée en 2018 est la suivante : 
forêts (50,9 %), zones agricoles hétérogènes (35,9 %), milieux à végétation arbustive et/ou herbacée (9,1 %), zones urbanisées (2,6 %), prairies (1,5 %).
L'IGN met par ailleurs à disposition un outil en ligne permettant de comparer l’évolution dans le temps de l’occupation des sols de la commune (ou de territoires à des échelles différentes). Plusieurs époques sont accessibles sous forme de cartes ou photos aériennes : la carte de Cassini (XVIIIe siècle), la carte d'état-major (1820-1866) et la période actuelle (1950 à aujourd'hui).

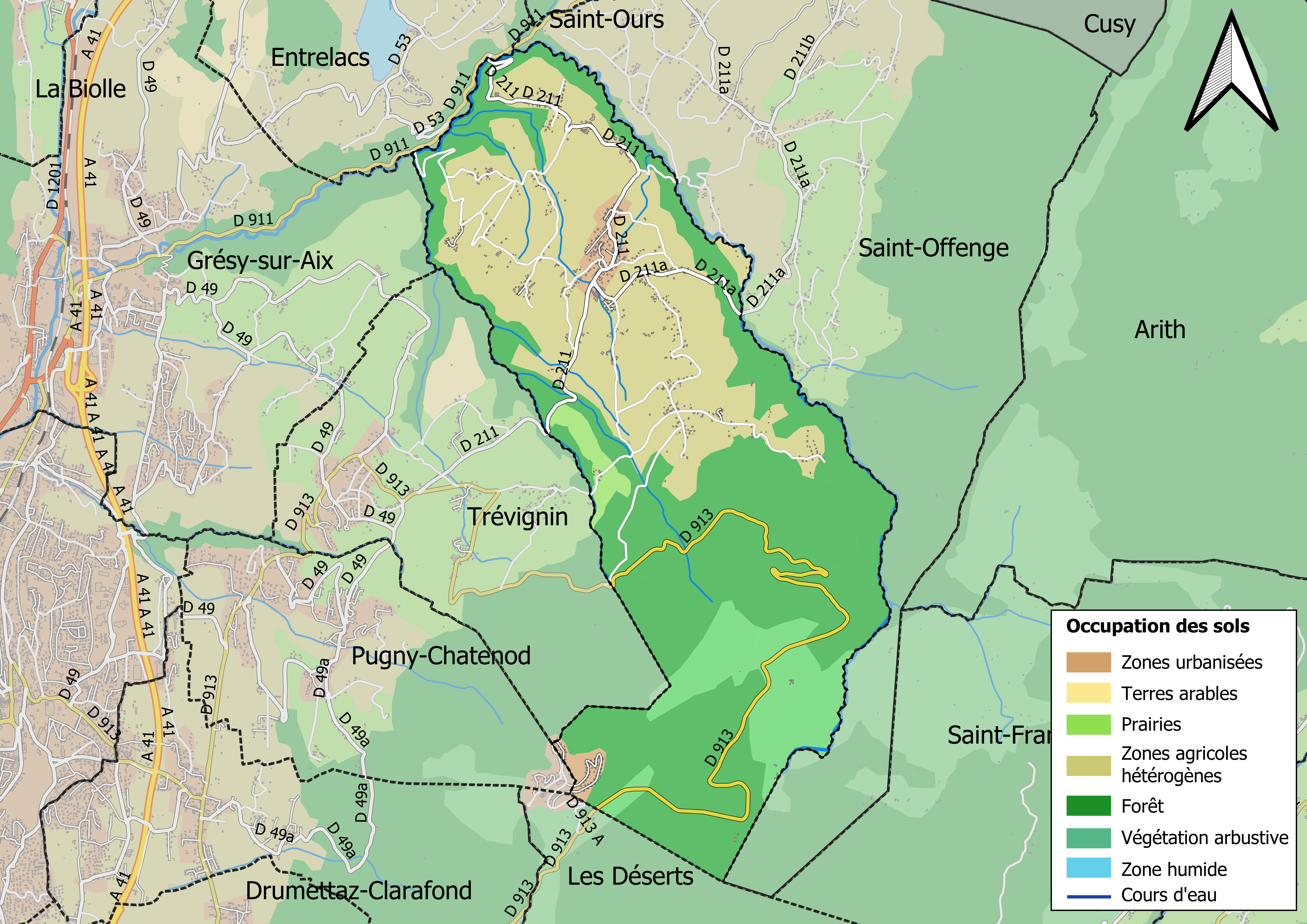
Carte des infrastructures et de l'occupation des sols en 2018 (CLC) de la commune.
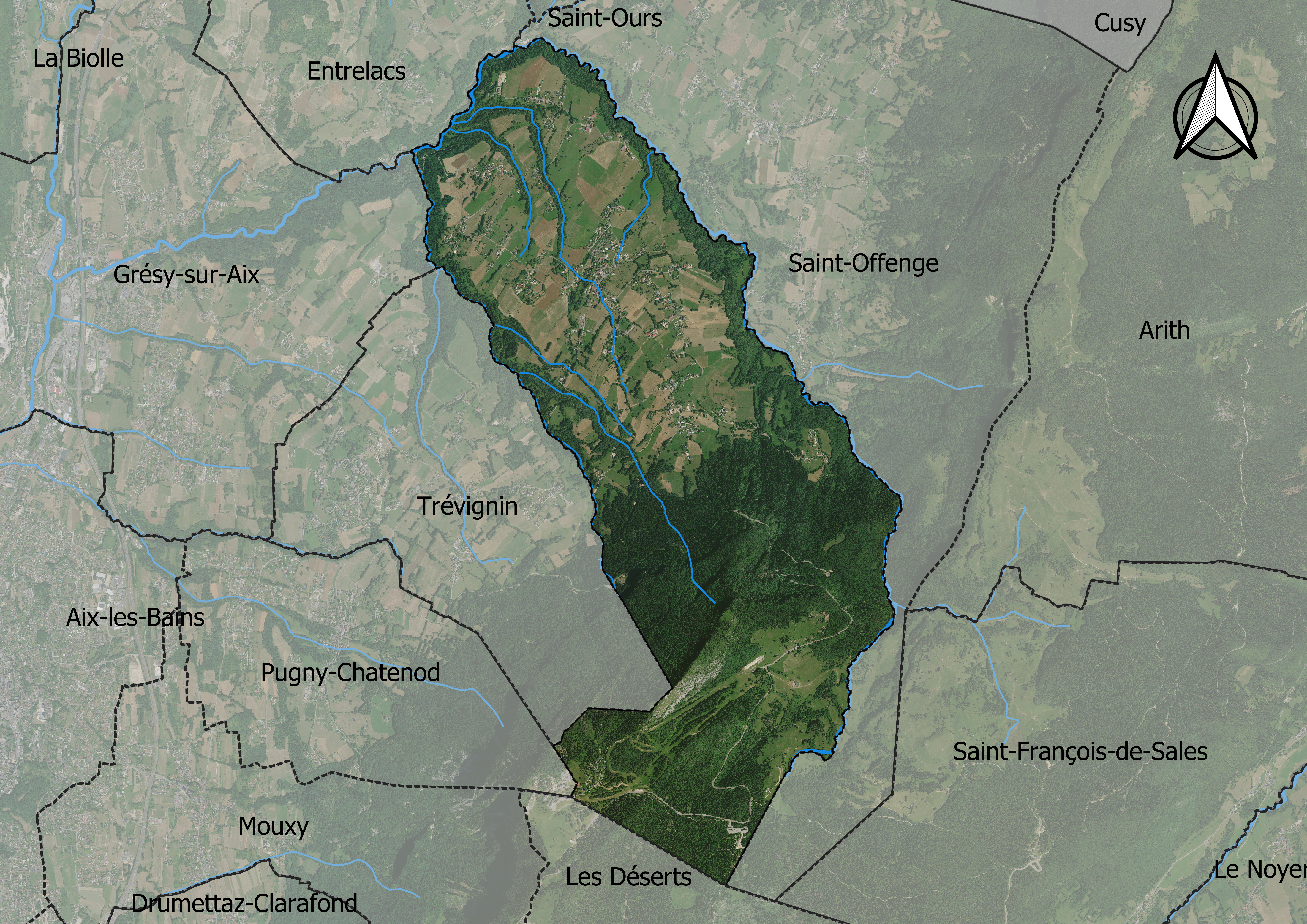
Carte orthophotogrammétrique de la commune.

## Toponymie
Le toponyme de Montcel, ou localement nommée Le Montcel,, dérive du latin monticellus et désignant une élévation, comme une colline ou un petit mont,.
La première mention de la paroisse remonte au XIVe siècle avec Cura de Moncello ou Ecclesia de Moncello, selon Cartulaire Sabaudiæ,. Au siècle suivant, le registre paroissial donne Moncellus.
En francoprovençal, le nom de la commune s'écrit Le Monsé (graphie de Conflans) ou Moncél/Montcél (ORB).
Le hameau de La Bâtie d'Albanais, qui fut le siège d'une seigneurie et d'un mandement au cours du Moyen Âge, doit son nom à la construction fortifiée édifiée pour défendre les marges du comté de Genève et que l'on nomme bâtie,.

## Histoire
Pour un article plus général, voir Histoire de la Savoie.
Les premières traces d'habitation datent du bas Moyen Âge. La paroisse, mentionnée dans la première partie du XIVe siècle, appartient, jusqu'à la période du rattachement du duché de Savoie au Second Empire français, au diocèse de Genève.
Le hameau de La Bâtie d'Albanais accueille un ensemble fortifié, dite bâtie, associé à un bourg, siège d'une seigneurie attachée au comté de Genève. La bâtie est mentionnée en 1287, dans le traité d'Annemasse. La seigneurie est donnée en fief par le comte de Genève à la famille de Clermont en 1329.
Au XVIIe siècle, le châtelain du mandement de La Bâtie d'Albanais est Maître Amédée Pégaz (1613- <1687), notaire ducal. Son fils, Maître Jean-Pierre Pégaz (1652-1727) lui succède dans ces mêmes fonctions. Le père d’Amédée, Maître Maurice Pégaz (1590→1650) avait été curial puis notaire ducal du lieu.[réf. nécessaire]
La seigneurie de La Bâtie d'Albanais est érigée en marquisat par Victor-Amédée II de Savoie en 1681, en faveur de François de Clermont, elle fut vendue en 1789,.
Il existe plusieurs traces d'une vie de village accrue, dès le XVIIe siècle. Au XIXe siècle, avec l'essor du thermalisme à Aix-les-bains, Montcel devient un lointain lieu de villégiature. Plusieurs maisons d'accueil pour enfants sont mises en place, aujourd'hui démolies ou réaménagées.
En 1860, la commune comptait 1 200 habitants. Les guerres ravageuses et l'exode rural avaient fait chuter la population à 350 habitants vers 1950.
Durant l'occupation allemande, le village abritait un réseau de résistance qui prit part aux combats du Revard en juin et août 1944. Par ailleurs, plusieurs enfants juifs furent cachés chez les familles Burnat, Pégaz et Massonnat. Au total, sept Mmontcellois(es) furent reconnus Justes parmi les Nations, un record pour une commune savoyarde si l'on excepte Chambéry. Cet héroïsme est célébré dans le film devoir de mémoire Gloire et Déshonneur.
Aujourd'hui, le village est devenu essentiellement résidentiel, en triplant son solde démographique au cours d'une décennie.
En 2001, Montcel rejoint le syndicat intercommunal du Lac du Bourget (SILB), qui devient par la suite une communauté de communes, puis le 1er janvier 2007 une communauté d'agglomération, composée de 18 communes.

## Politique et administration
| Période                                  | Période                  | Identité                   | Étiquette | Qualité |
| ---------------------------------------- | ------------------------ | -------------------------- | --------- | ------- |
| Les données manquantes sont à compléter. |                          |                            |           |         |
| avant 1981                               | ?                        | André Blot                 | DVG       |         |
| mars 2001                                | mars 2014                | Paul Laurent               | ...       | ...     |
| mars 2014                                | En cours (au avril 2014) | Jean-Christophe Eichenlaub |           |         |

## Population et société

### Démographie
Ses habitants sont appelés les Moncellois(es).
L'évolution du nombre d'habitants est connue à travers les recensements de la population effectués dans la commune depuis 1793. Pour les communes de moins de 10 000 habitants, une enquête de recensement portant sur toute la population est réalisée tous les cinq ans, les populations de référence des années intermédiaires étant quant à elles estimées par interpolation ou extrapolation. Pour la commune, le premier recensement exhaustif entrant dans le cadre du nouveau dispositif a été réalisé en 2006.

En 2022, la commune comptait 1 090 habitants, en évolution de +11 % par rapport à 2016 (Savoie : +3,63 %, France hors Mayotte : +2,11 %).
| 1793 | 1800 | 1806 | 1822 | 1838  | 1848  | 1858 | 1861 | 1866  |
| ---- | ---- | ---- | ---- | ----- | ----- | ---- | ---- | ----- |
| 653  | 576  | 724  | 916  | 1 115 | 1 197 | 911  | 947  | 1 032 |

| 1872 | 1876 | 1881 | 1886 | 1891 | 1896 | 1901 | 1906 | 1911 |
| ---- | ---- | ---- | ---- | ---- | ---- | ---- | ---- | ---- |
| 952  | 948  | 927  | 917  | 874  | 770  | 736  | 734  | 682  |

| 1921 | 1926 | 1931 | 1936 | 1946 | 1954 | 1962 | 1968 | 1975 |
| ---- | ---- | ---- | ---- | ---- | ---- | ---- | ---- | ---- |
| 610  | 575  | 601  | 621  | 494  | 646  | 389  | 379  | 357  |

| 1982 | 1990 | 1999 | 2006 | 2011 | 2016 | 2021  | 2022  | - |
| ---- | ---- | ---- | ---- | ---- | ---- | ----- | ----- | - |
| 420  | 568  | 731  | 830  | 876  | 982  | 1 064 | 1 090 | - |

### Enseignement
La commune de Montcel dépend de l'académie de Grenoble.

## Culture locale et patrimoine

### Lieux et monuments
- Château de La Bâtie d'Albanais, bâtie mentionnée en 1287, reconstruite au XVIIIe siècle[19]

### Personnalités liées à la commune
- Famille Clermont-Mont-Saint-Jean, branche de la maison de Clermont-Tonnerre, possesseur de la seigneurie de La Bâtie d'Albanais de 1329 jusqu'au départ de leurs descendants en 1793[19], dont :
  - marquis Joseph de Mont-Saint-Jean et de la Bâtie d'Albanais (1782-1846), militaire français